# NGC 3125
NGC 3125 é uma galáxia elíptica (E) localizada na direcção da constelação de Antlia. Possui uma declinação de -29° 56' 08" e uma ascensão recta de 10 horas, 06 minutos e 33,2 segundos.
A galáxia NGC 3125 foi descoberta em 30 de Março de 1835 por John Herschel.